# Hernán Venegas Carrillo
Hernán Venegas Carrillo Manosalva (Córdoba 1513 - 2 de febrero de 1583) fue un conquistador, encomendero y fundador español del Nuevo Reino de Granada (Colombia). Fue alcalde de Santafé de Bogotá en dos periodos.

## Biografía
Sus padres fueron Diego Jiménez Manosalvas e Inés Venegas. Llegó a Santa Marta en el contingente del Capitán Juan del Junco en 1534.
Para 1536, se unió a la expedición de Gonzalo Jiménez de Quesada, como soldado a caballo hacia el sur de la actual Colombia.
Participó en la conquista de los pueblos muisca y panche.
Acompañó al capitán Gonzalo Suárez Rendón a la fundación de Tunja en 1539.

### Conquista de Cundinamarca
El actual territorio de Chaguaní (Cundinamarca) fue conquistado por Venegas de paso para Mariquita (Tolima) en 1543.
El 5 de enero de 1544, fundó el caserío de Apulo (Cundinamarca), pasó la Semana Santa con la tribu Síquima, con la idea de fundar una población en tierra de los Panches.
El 20 de marzo de 1544, fundó el pueblo de San Dionisio de los Caballeros de Tocaima (Cundinamarca).Esta población sería afectada por una inundación y se establecería en la ubicación actual.
En 1547, viajó a España a representar las reclamaciones de los cabildos del Nuevo Reino de Granada.

### Maestre de Campo
El 27 de octubre de 1567, la Real Audiencia le asigno el título de maestre de campo general del Nuevo Reino de Granada. Recibió la encomienda de Guatavita, Gachetá, Suba y diez pueblos más.
Fue enterrado en la Catedral de la Inmaculada Concepción de Bogotá, ubicada en la Plaza de Bolívar de Bogotá.

## Familia

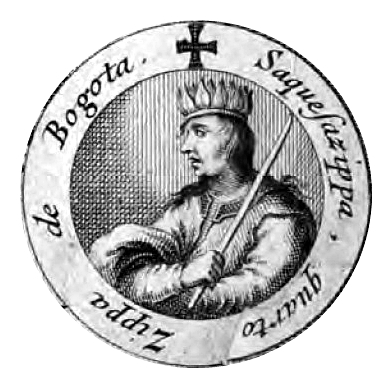
su suegro el Zipa Zaquesazipa

El conquistador Pedro Fernández de Valenzuela era su primo. Tuvo, al menos, doce hijos: se conocen cuatro de Magdalena de Guatavita y tuvo ocho con su esposa, Juana Ponce de León y Figueroa, hija del gobernador de Venezuela Pedro Ponce de León. Estos últimos heredaron las encomiendas de Guatavita, Gachetá, Chipasaque (hoy Junín), Tausa, Suba y Gachancipá.

## Homenajes
Un colegio en Tocaima (Cundinamarca) lleva su nombre.